# Branchiocerianthus imperator
Branchiocerianthus imperator är en nässeldjursart som först beskrevs av George James Allman 1888.  Branchiocerianthus imperator ingår i släktet Branchiocerianthus och familjen Corymorphidae. Artens status i Sverige är: . Inga underarter finns listade i Catalogue of Life.